# Ведеа (Арђеш)
Ведеа (рум. Vedea) насеље је у Румунији у округу Арђеш у општини Ведеа. Oпштина се налази на надморској висини од 298 m.

## Становништво
Према подацима из 2002. године у насељу је живело 4304 становника, од којих су сви румунске националности.

### Хронологија
| Година       | 1992 | 1993 | 1994 | 1995 | 1996 | 1997 | 1998 | 1999 | 2000 | 2001 | 2002 | 2003 | 2004 | 2005 | 2006 | 2007 | 2008 | 2009 | 2010 | 2011 | 2012 | 2013 | 2014 | 2015 | 2016 | 2017 |
| ------------ | ---- | ---- | ---- | ---- | ---- | ---- | ---- | ---- | ---- | ---- | ---- | ---- | ---- | ---- | ---- | ---- | ---- | ---- | ---- | ---- | ---- | ---- | ---- | ---- | ---- | ---- |
| Становништво | 4827 | 4748 | 4629 | 4523 | 4425 | 4362 | 4303 | 4225 | 4235 | 4201 | 4144 | 4131 | 4129 | 4101 | 4024 | 4016 | 4033 | 3965 | 3903 | 3845 | 3797 | 3790 | 3718 | 3647 | 3578 | 3540 |